# Aşağıkaşıkara, Yalvaç
Aşağıkaşıkara là một xã thuộc huyện Yalvaç, tỉnh Isparta, Thổ Nhĩ Kỳ. Dân số thời điểm năm 2011 là 531 người.